# 垂天池沼
座標: 北緯39度50分11秒 東経140度31分00秒 / 北緯39.83639度 東経140.51667度
垂天池沼（たてちぬま）は、秋田県仙北市にある湖。垂天池（たてち）とも書く。「たでぢ」と地元では呼ばれている。

## 地理
山崩れのために出来た堰止湖とされる。立様(991.8m)の北東にある。垂天池沼東部にはベンチと机があり、沼を一周する道が整備されている。およそ20分で沼を1周できる。

## 伝説
昔、上桧木内横枕集落(比内沢)の上杉弥五右衛門のショウゲの婆が、どうした心持ちか麻糸を巻いた枠（ガワ）を背負って一目散に沼に駆け上った。引き留めようとする村人を時々にらみつけて行く。やがて村人が垂天池沼についてみると、岸に草履がそろっており、背負っていた枠ばかりが水面に浮かんでいた。今でも天気の良い日にはショウゲの婆さんが沼を出て機を織っている。そして、上のサマに休んでいるから、うっかりそこを通ると祟られる（立様に現れる、沼の底で機を織っている音が聞こえる）という。

## 歴史
元来その沼には、コイ、フナ、ニゲャフェヤしか住んでいなかった。しかし、3尺ほどの大きさのコイもいた。昭和5年頃、3尺以上の赤いコイが6尾悠々と泳いでいたため、この村の営林局担当員の沢井源吾が村田銃を撃ったが、当たらなかった。
大正時代に子熊という森林主事の人が、アマノヨと田沢湖の孵化場から米鱒（ベイマス）を取り寄せ放流したが、アマノヨはほとんど取り尽くされた。
1940年頃には角館営林署が赤上岩吉を沼の番人とした。赤上は筏で沼を移動していた。
1968年(昭和43年)7月、田中力三は仲間と一緒に垂天池沼に魚を捕ろうと網を入れた。その時、金色の全長1.5mほどの鯉が網にかかったが、逃げられてしまう。1988年(昭和63年)田中は地元テレビ局の協力で、特注の網と水中カメラで沼を探したものの、巨大な鯉は発見できなかった。

## 登山
上桧木内坂本から大覚野牧場を経て、5.1km進むと登山口になる。ここから標高差230m、距離2.4kmのゆるやかな登山道を辿ることなる。ただ、杉の造成地が多く登山道が壊されているため、案内人の案内かGPSの使用が望ましい。沼では現在ウグイ、ワカサギなどが釣れ、また2mを越す幻のコイがいると言われている。沼の周囲のブナ林は、わずかに残された貴重なものであると言われている。